# Pauline Suij
Pauline Suij (Amersfoort, 23 mei 1863 – Amsterdam, 25 september 1949) was een Nederlands schilder en tekenaar. Ze wordt ook vermeld als Pauline Suy. Suij wordt gerekend tot de tweede generatie schilders van de Haagse School.

## Leven en werk
Suij was een dochter van beroepsmilitair Albert Suij en Anthonia Arnoldina Krüsemann. Haar moeder was verwant aan de schildersfamilie Kruseman. Het gezin woonde onder meer in Amersfoort, Woerden en Den Haag. Pauline en haar oudere zus Wilhelmine Suij gingen beiden schilderen. Pauline volgde de damesklas en de mo-opleiding van de Academie van Beeldende Kunsten in Haag (ca. 1882-1884). Ze kreeg les van Hendrik Haverman, Johannes Gijsbert Vogel, Jan Hillebrand Wijsmuller. In 1884 verhuisden de zusters Suij met hun vader en stiefmoeder naar Amsterdam.
Suij tekende en schilderde onder meer bloemen en stadsgezichten. Ze was lid van Arti et Amicitiae en De Nederlandsche Vrouwenclub en exposeerde meerdere malen. Ze deed zaken met onder andere het Haagse filiaal van kunsthandel Goupil & Cie.
Pauline Suij bleef ongehuwd. Ze overleed op 86-jarige leeftijd en werd begraven op Zorgvlied.
- Biografisch Portaal: 79679513
- RKD-Nederlands Instituut voor Kunstgeschiedenis: 90606